# Limnophora caesia
Limnophora caesia este o specie de muște din genul Limnophora, familia Muscidae. A fost descrisă pentru prima dată de Villeneuve în anul 1936. Conform Catalogue of Life specia Limnophora caesia nu are subspecii cunoscute.